# Alvaro Pacheco e Silva Filho
Alvaro Pacheco e Silva Filho (São Paulo, 1 de outubro de 1957) é um professor universitário, médico e cientista brasileiro da Escola Paulista de Medicina da Universidade Federal de São Paulo (Unifesp). Foi coordenador do Laboratório de Imunologia Molecular da EPM, atuando juntamente com o Hospital do Rim.
Possui graduação, mestrado, dourado e  livre-docência pela Unifesp e pós doutorado pela Universidade de Harvard em nefrologia. Atualmente é coordenador do setor de transplante renal do Hospital Israelita Albert Einstein. Foi eleito, em 2005, fellow da American Society of Nephrology.
Publicou em 2003 o livro "Manual de Transplante Renal" pela editora Manole. Participa do conselho curador do Hospital do Rim.

## Pesquisas
Coordenada por Alvaro, pela primeira vez, uma equipe latino-americana é agraciada com o patrocínio da Organ Transplantation Research Foundation em 2005, uma fundação da Roche.